# Drakeova rovnice

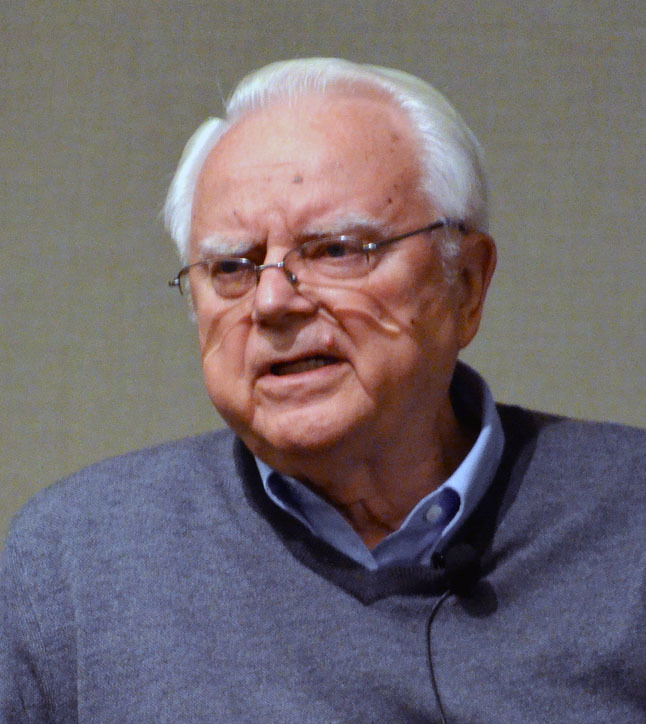
Autor Drakeovy rovnice, Dr. Frank Drake

Drakeova rovnice je matematický vztah, který teoreticky umožňuje určit počet komunikaceschopných mimozemských civilizací existujících ve stejném okamžiku. Formuloval ho americký astronom Frank Drake v 60. letech 20. století. Rovnice vypadá následovně:
{\displaystyle N=R^{*}\cdot f_{p}\cdot n_{e}\cdot f_{l}\cdot f_{i}\cdot f_{c}\cdot L}

## Parametry
V následujícím stručném popisu parametru jsou v závorkách uvedeny rozsahy hodnot jednotlivých parametrů nalezené v různých zdrojích a také původní Drakeův odhad oddělený středníkem.
- N – předpokládaný výsledek, počet vyspělých inteligentních civilizací schopných mezihvězdné komunikace,
- R* – označení přírůstku počtu hvězd v Mléčné dráze za určité období (6 – 40; 10 za rok),
- fp – podíl hvězd, které (podobně jako Slunce) mají okolo sebe planetární systémy (0,1 – 0,5; 0,5),
- ne – průměrná hodnota počtu planet v planetárním systému, na kterých panují vhodné podmínky pro život (0,5 – 2,5; 2),
- fl – poměr z předchozích vhodných planet, na kterých se život skutečně vyvine (0,01 – 1; 1),
- fi – poměr z předchozího, kde život vznikl a rozvíjel se až k inteligentní formě života (10−7 – 1; 0,01),
- fc – podíl inteligentních forem života, které dosáhly schopnosti aktivní mezihvězdné komunikace (0,01 – 0,1; 0,01),
- L – odhad délky existence inteligentní životní formy schopné mezihvězdné komunikace (100 – 109; 10000 let).

Rovnice by měla ukázat, kolik planet obydlených civilizací, schopných mezihvězdně komunikovat, existuje v naší galaxii. Vzhledem k neznalosti většího množství proměnných je však rovnice spíše jenom odhadem. Během svého uveřejnění byla ostrým námětem kritiky, která poukazovala na to, že se jedná jen o pouhý tip, který nereflektuje realitu. Na druhou stranu se množství neznámých neustále zmenšuje vlivem lepších pozorování vesmíru a jeho znalostí.
Vzhledem k neurčitým členům v rovnici se konečné odhady počtu civilizací schopných mezihvězdné komunikace liší od autora k autorovi. Podle odhadů, uvedených v popisu parametrů, je možné získat výsledky pohybující se od 10−8 do 109; samotný Drake se dopočítal k číslu 10. Obecně však panuje shoda, že takových civilizací by mohlo být až několik miliónů a následné vzdálenosti mezi jednotlivými civilizacemi by dosahovaly několik stovek světelných let.[zdroj?].